# Antoni Łatacz
Antoni Łatacz (ur. 19 listopada 1893 w Bobrówce k. Białegostoku, zm. między 16 a 19 kwietnia 1940 w Katyniu) – kapitan lekarz rezerwy Wojska Polskiego, ofiara zbrodni katyńskiej.

## Życiorys
Był synem Piotra i Weroniki z Bojarzyńskich. Studia medyczne rozpoczął w Wilnie, kontynuował i ukończył na Akademii Wojskowo-Lekarskiej w Petersburgu. Brał udział w I wojnie światowej. Walczył w szeregach II Korpusu Polskiego w Rosji. Uczestniczył w obronie Śląska Cieszyńskiego (wojna polsko-czechosłowacka) oraz w wojnie polsko-bolszewickiej w szeregach 1 pułku piechoty. 24 września 1920 jako lekarz 7 pułku piechoty Legionów został zatwierdzony w stopniu kapitana lekarza „z grupy byłych Korpusów Wschodnich i armii rosyjskiej”. Pod koniec 1921 był młodszym lekarzem 16 pułku piechoty.
Po zakończeniu działań wojennych przeszedł do rezerwy. W 1923 i 1924 jako kapitan rezerwy ze starszeństwem z dniem 1 czerwca 1919 i 813 lokatą miał przydział do 3 batalionu sanitarnego. Pozostawał w kadrze zapasowej 3 Szpitala Okręgowego, podlegał pod PKU Białystok. Pracował jako lekarz w Goniądzu, a od 1932 roku w Suchowoli.
W sierpniu 1939 został zmobilizowany do samodzielnego batalionu sanitarnego Korpusu Ochrony Pogranicza. Podczas kampanii wrześniowej 1939 pełnił służbę w szpitalu polowym w Równem. Po agresji ZSRR na Polskę, nie chcąc zostawić rannych bez opieki, został wzięty do niewoli sowieckiej. Według stanu z kwietnia 1940 był jeńcem obozu w Kozielsku, z którego wysłał do bliskich dwa listy. Między 15 a 17 kwietnia 1940 przekazany do dyspozycji naczelnika Zarządu NKWD Obwodu Smoleńskiego – lista wywózkowa 029/1 poz. 56 nr akt 2418, z 13 kwietnia 1940. Został zamordowany między 16 a 19 kwietnia 1940 w lesie katyńskim przez funkcjonariuszy Obwodowego Zarządu NKWD w Smoleńsku oraz pracowników NKWD przybyłych z Moskwy na mocy decyzji Biura Politycznego KC WKP(b) z 5 marca 1940. Ofiary tej zbrodni grzebano w bezimiennych mogiłach zbiorowych, gdzie od 28 lipca 2000 mieści się oficjalnie Polski Cmentarz Wojenny w Katyniu. W miejscu tym prowadzone były ekshumacje i prace archeologiczne. Zidentyfikowany podczas ekshumacji prowadzonej przez Niemców w 1943 pod numerem 1817 – dosł. opisany jako Latacz  Antoni (raport dzienny z 13 maja 1943). Przy jego szczątkach znaleziono: książeczkę wojskową, pismo białostockiego urzędu wojewódzkiego, uprawnienie do wykonywania praktyki lekarskiej, dewizkę od zegarka. Figuruje na liście Komisji Technicznej PCK pod numerem 01817. Nazwisko Łatacza znajduje się na liście ofiar opublikowanej w Gońcu Krakowskim nr 126 oraz w Nowym Kurierze Warszawskim nr 132 z 1943. W Archiwum Robla (pakiet 02483-04) w rzeczach znalezionych przy por. rez. Mieczysławie Jankowskim, znajduje się kalendarzyk z zapisanym nazwiskiem Łatacza wraz z adresem: ul. Mokotowska 17 m. 28, Warszawa.

## Odznaczenia
- Krzyż Walecznych (trzykrotnie)[6][23]
- Medal Niepodległości (9 października 1933)[24]
- Krzyż za Obronę Śląska Cieszyńskiego II kl. (2 października 1919)[25]
- Krzyż Kampanii Wrześniowej – pośmiertnie 1 stycznia 1986[26]
- Médaille Interalliée[5]

## Upamiętnienie
5 października 2007 minister obrony narodowej Aleksander Szczygło mianował go pośmiertnie na stopień majora. Awans został ogłoszony 9 listopada 2007 w Warszawie, w trakcie uroczystości „Katyń Pamiętamy – Uczcijmy Pamięć Bohaterów”.
W ramach akcji „Katyń... pamiętamy” / „Katyń... Ocalić od zapomnienia”, uczniowie Gimnazjum w Suchowoli posadzili Dąb Pamięci, honorujący Antoniego Łatacza. Certyfikat nr 1802/1499/WE/2009.
Jest jednym z kilkuset lekarzy pochowanych na Polskim Cmentarzu Wojennym w Katyniu i upamiętnia go tabliczka epitafijna nr 2115.